# ジェリ・ハリウェル
ジェリ・ハリウェル＝ホーナー（Geri Halliwell-Horner、1972年8月6日 - ）は、イギリスの歌手、女優。スパイス・ガールズのメンバーとして知られる。愛称はジンジャー・スパイス（Ginger Spice）。身長156cm。夫はクリスチャン・ホーナー。

## 来歴

### デビューまで
ハートフォードシャー州ワトフォード出身。父親のローレンス・フランシス・ハリウェルはアイルランド及びスウェーデン系、母親のアナ・マリア（旧姓イダルゴ）はスペイン・ウエスカ出身。
スパイス以前はマヨルカ島でダンサーをしていたり、ヌードモデルとして生計を立てていた。

### スパイス・ガールズでの活躍
1996年にデビューしたスパイス・ガールズは、初めてのアルバム『スパイス』が世界中で大ヒット。グループ参加当時は赤毛で元気一杯なのが特徴で、1997年のブリット・アワードで着用したユニオンジャックのドレスは彼女を象徴する衣装になるとともに、グループが起こした「ガールパワー」現象を体現する一つとなった。しかし急激な人気上昇や過密スケジュールによるうつ病などの健康面の問題やブラウンなど他のメンバーとの確執が限界となり、1998年5月に脱退を表明。ソロとしてスタートを切る。残されたメンバー4人はスパイスに留まり活動するが、結果的にジェリの脱退が痛手となり、グループは解散宣言こそしなかったが活動を休止する。

### ソロ・アーティストとしての成功
1999年に 『スキッゾフォニック』を発表。最終的にこのアルバムから「愛しのラテン・ボーイ」「リフト・ミー・アップ」「バッグ・イット・アップ」の3曲の全英ナンバーワン・シングルが生まれ、ソロ・アーティストとしても成功。スパイスのメンバーの中では唯一全米でもアルバムチャートに入った。同年には自叙伝『If Only』も発表。
2001年にセカンド・アルバム『スクリーム』、2005年にはサードアルバム 『パッション』 を発表。『スクリーム』に収録されたウェザー・ガールズのカバー曲「ハレルヤ・ハリケーン」は4曲目の全英1位を獲得するなど世界中でヒットした。
2004年にはヨガのDVD「ジェリ・ハリウェルのセレブ・ビューティ・ヨガ」を発売し話題となった。

### スパイス・ガールズの再結成

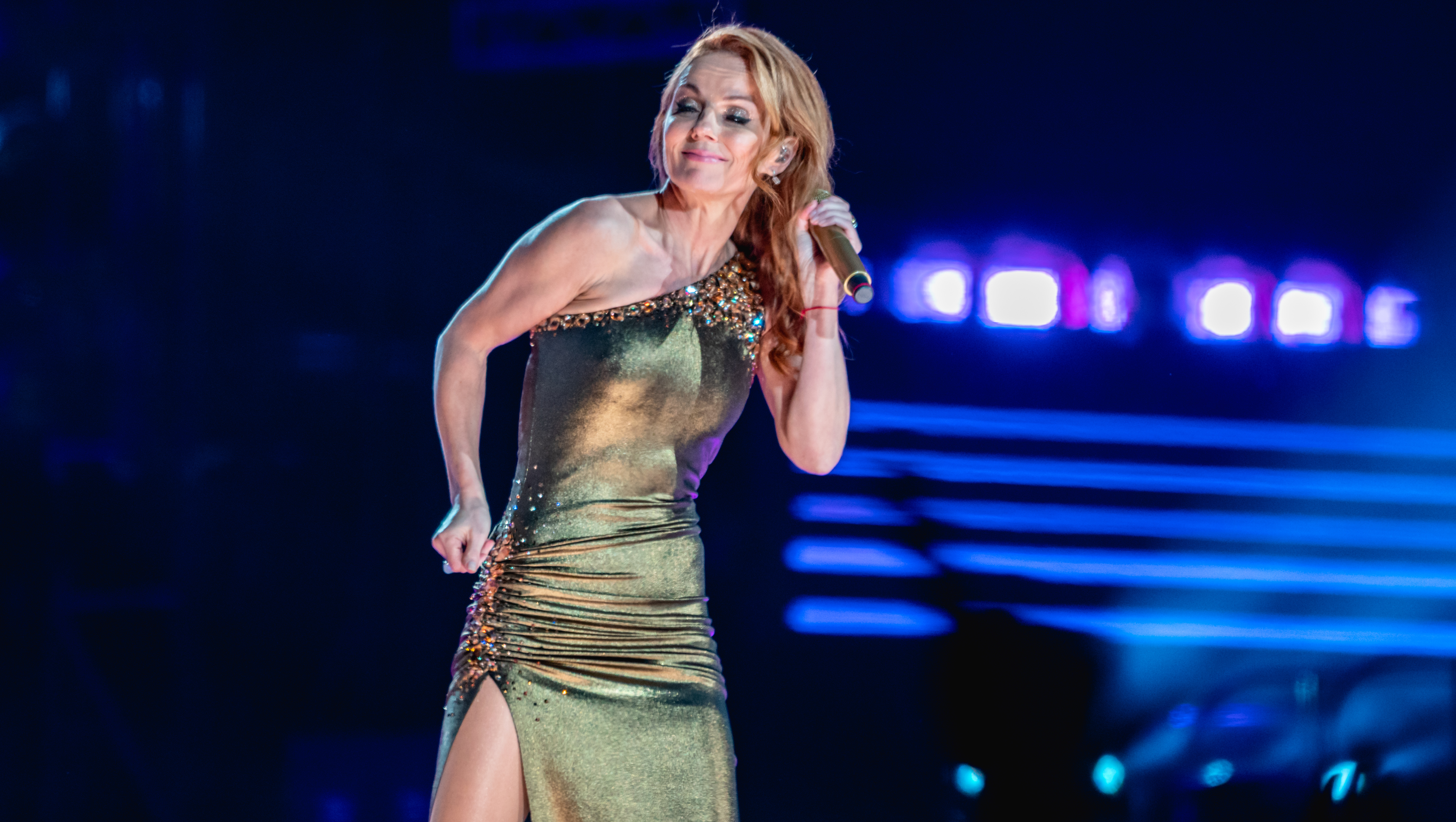
スパイス・ガールズの再結成コンサートにて（2019年）

2007年6月、遂にスパイス・ガールズの再結成ツアーが決まり、ジェリもこれに賛同。脱退以降初めて5人が揃った。
2012年8月、ロンドンオリンピック閉会式にて、スパイス・ガールズとして一夜の再結成パフォーマンスを行った。
2016年、メラニー・ブラウン,　エマ・バントンと共にスパイスガールズ結成20周年を祝い、'GEM'として3人で新曲を準備している旨を発表。2019年から2020年にかけてはスパイス・ガールズとして2度目の再結成ツアーを敢行。

### 近年の活躍
2010年に「Geri by Next」という水着ブランドでデザイナーとしてもデビューした。
児童書向けの作家としても活躍しているが、2013年にAustralia's Got Talentの審査員に抜擢。同年には歌手業にも復帰し8年ぶりの新曲"Half Of Me"も発表。
2023年には映画『グランツーリスモ』に主人公ヤン・マーデンボローの母親役で出演した。同年には若年成人向けのノベル『Rosie Frost and the Falcon Queen』を発表。

## 私生活
2006年、サーシャ・ガヴァシとの間に第一子が誕生。
2014年、元レーサーでF1チームレッドブル・レーシング代表のクリスチャン・ホーナーとの婚約を発表。2015年に結婚。

## ディスコグラフィ

### アルバム
- 『スキッゾフォニック (Schizophonic)』 (1999年) （全英4位 / 全米42位）
- 『スクリーム』 (Scream if You Wanna Go Faster)』 (2001年) （全英5位）
- 『パッション』Passion (2005年)（全英41位）

### シングル
| 1999年 | "Look at Me"                               | Schizophonic                  | 2  | 12 |
| 1999年 | "Mi Chico Latino（愛しのラテン・ボーイ）"  | Schizophonic                  | 1  | 19 |
| 1999年 | "Lift Me Up"                               | Schizophonic                  | 1  |    |
| 2000年 | "Bag It Up"                                | Schizophonic                  | 1  |    |
| 2001年 | "It's Raining Men（ハレルヤ・ハリケーン）" | Scream If You Wanna Go Faster | 1  |    |
| 2001年 | "Scream If You Wanna Go Faster"            | Scream If You Wanna Go Faster | 8  |    |
| 2001年 | "Calling"                                  | Scream If You Wanna Go Faster | 7  |    |
| 2004年 | "Ride It"                                  | Passion                       | 4  |    |
| 2005年 | "Desire"                                   | Passion                       | 22 |    |
| 2013年 | "Half Of Me"                               |                               |    |    |
| 2017年 | "Angels in Chains"                         |                               |    |    |

## 映画
- 『グランツーリスモ』(2023年) - レスリー・マーデンボロー役

## DVD/ビデオ
- ジェリ・ハリウェルのセレブ・ビューティ・ヨガ (2004年)